# Victor Turner (fonctionnaire)
Pour les articles homonymes, voir Turner et Victor Turner.
Sir Victor Alfred Charles Turner, né le 12 mars 1892 et mort le 16 octobre 1974, est un haut fonctionnaire anglo-pakistanais. D'origine britannique, il s'est engagé auprès de la Ligue musulmane en faveur du mouvement pour le Pakistan. Il est l'un des rares chrétiens à soutenir la création de la nouvelle nation. Le jour de l’indépendance, il devient le premier secrétaire aux finances du nouveau gouvernement dirigé par Liaquat Ali Khan. Il a notamment contribué à la mise en place de la fonction publique du Pakistan.